# Spencer Davis

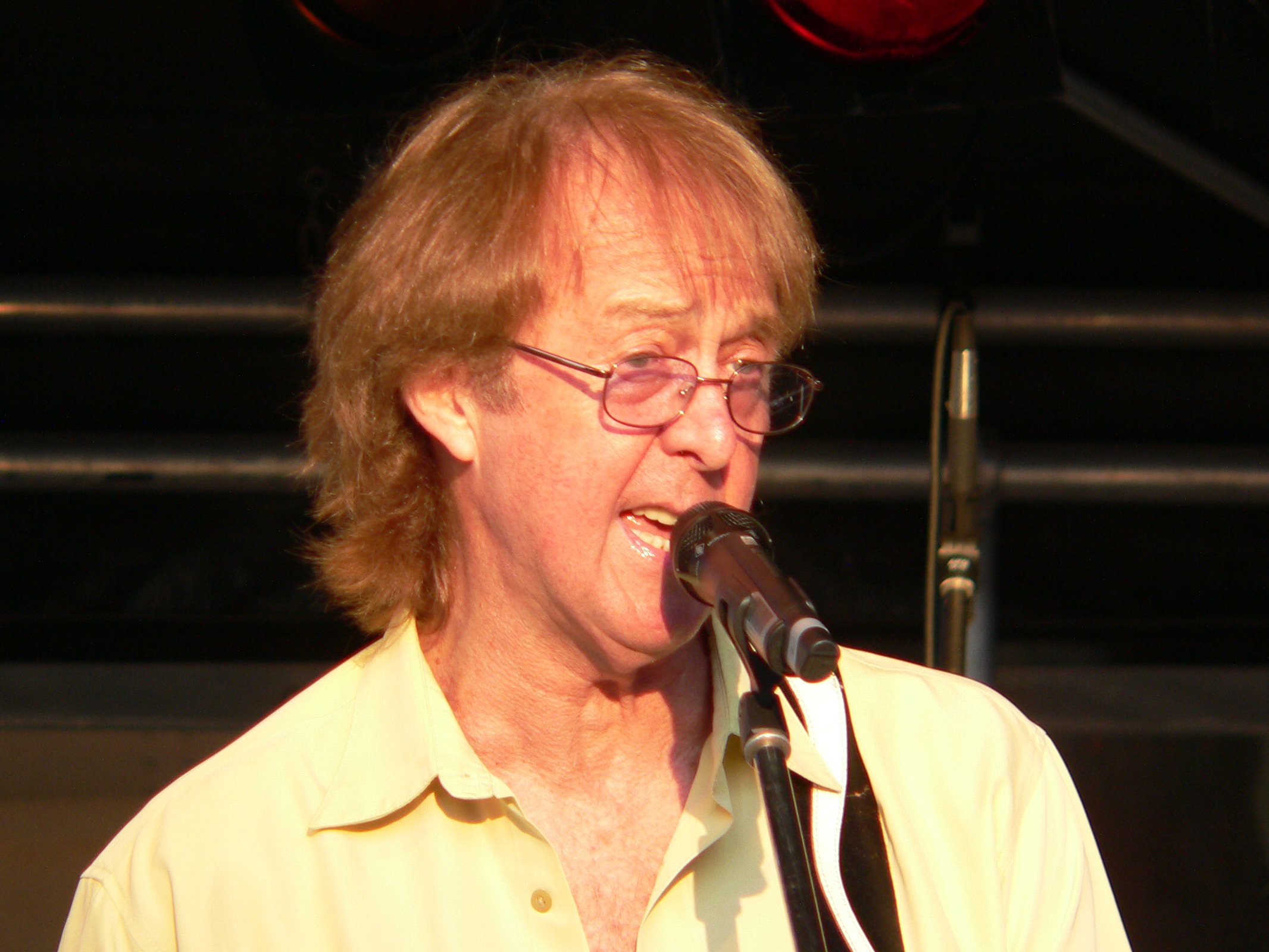
Spencer Davis (2006)

Spencer David Nelson Davies (* 17. Juli 1939 in Swansea; † 19. Oktober 2020 in New York oder Los Angeles) war ein britischer Rockmusiker (Gesang, Gitarre, Keyboards, Mundharmonika). 1963 gründete er die Spencer Davis Group, die in den 1960er Jahren einige große Hits hatte.

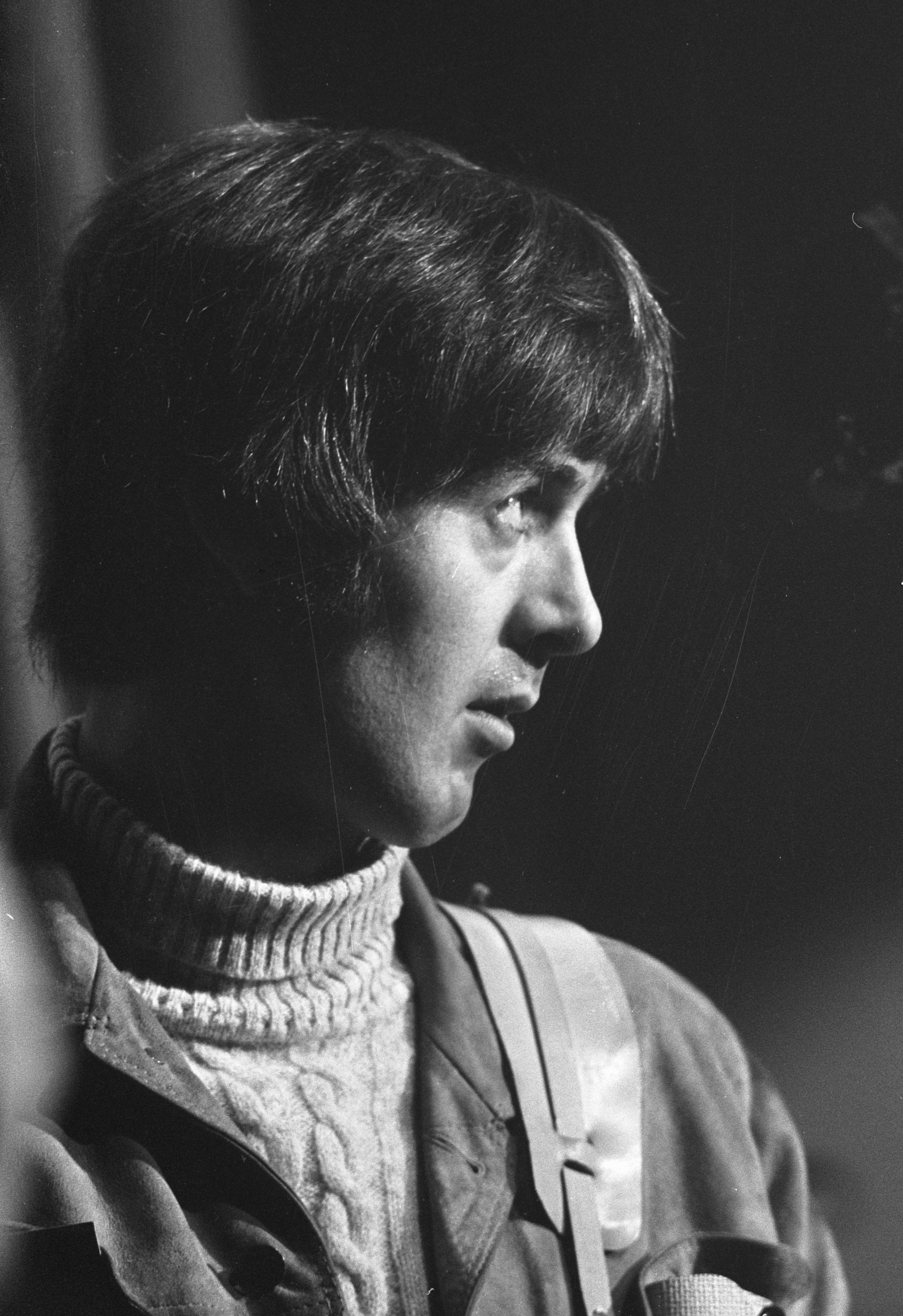
Spencer Davis (1966)

## Leben
Davis wurde 1939 in Wales geboren. Er studierte Sprachen und sprach fließend Deutsch, Französisch und Spanisch. Seine Leidenschaft war jedoch immer die Musik. 1963 gründete er die Spencer Davis Group. Er trat mit zukünftigen Stars wie Bill Wyman oder Christine Perfect auf. 1970 zog er nach Kalifornien und nahm einige Soloalben auf. Er spielte in einer Blues- und Folkband. Als Manager einer Plattenfirma förderte er Künstler wie Robert Palmer und Bob Marley.
Anfang der 1980er Jahre nahm er mit befreundeten Künstlern das Soloalbum Crossfire auf. Ab 1984 ging er wieder auf Tour, zunächst durch Europa und den Nahen Osten. Mit dabei waren Kollegen wie Pete York, Brian Auger und Chris Farlowe. In den 1990er Jahren führten ihn Tourneen nach Australien, Japan und Kanada und immer wieder durch die USA und Europa. 1993 nahm er mit anderen Rockmusikern das Album The Classic Rock All-Stars auf und ging mit ihnen bis 1995 auf Tour. Danach tingelte er unter dem Namen The Spencer Davis Group weiter.
1997 schloss er sich den World Classic Rockers an. Er arbeitete für Film, Fernsehen und in der Werbung. 2001 war die Spencer Davis Group wieder unterwegs, in der Besetzung mit Pete York, Eddie Hardin, Colin Hodgkinson sowie Davis. 2002 spielten sie auf der Queen Elizabeth 2. Zwischenzeitlich spielte Davis mit der Rock and Roll Army, zusammen mit Mitch Ryder, Chuck Negron und Rick Derringer. Im Herbst 2008 erschien ein neues Soloalbum So Far. Im März 2015 trat er in München auf, in der Formation mit Pete York, Eddie Hardin, Armin Donderer und Steff Porzell.
Spencer Davis starb im Oktober 2020 im Alter von 81 Jahren an den Folgen einer Lungenentzündung. Er hinterließ seine Lebensgefährtin und drei erwachsene Kinder.